# Christopher Bartsch
Christopher Bartsch (* 6. August 1979 in Hamburg) ist ein deutscher Curler.

## Karriere
Bartsch nahm zwischen 1997 und 2001 dreimal an Juniorenweltmeisterschaften teil, als bestes Ergebnis erreichte er dabei einen vierten Rang im Jahr 1998. In den kommenden Saisons gelang es dem Team des Curling Clubs Hamburg, dem Bartsch angehörte, nicht, sich für internationale Turniere zu qualifizieren. Dort wurde Deutschland zumeist vom CC Füssen um den Skip Andreas Kapp vertreten. Als dieser nach der Weltmeisterschaft 2011 vom Curlingsport zurücktrat, füllte der CC Hamburg die Lücke aus: Die von John Jahr angeführte Mannschaft, die neben Bartsch aus Felix Schulze, Peter Rickmers und Sven Goldemann bestand, qualifizierte sich für die Europameisterschaft 2011 und belegte dort Rang sieben. 
2012 gelang die interne Qualifikation für die Europameisterschaft nicht, stattdessen startete das neue Füssener Team um Andreas Lang, stieg jedoch als Vorletzter der EM in die B-Gruppe ab. Um dennoch die Möglichkeit auf einen Startplatz bei Olympia 2014 zu haben, musste der CC Hamburg im Winter 2013/14 zunächst die B-Europameisterschaft für sich entscheiden und anschließend Mitte Dezember 2013 bei einem Qualifikationsturnier in Füssen antreten. Bei diesem Turnier verlor die Hamburger Mannschaft zwar die ersten beiden Spiele, gewann dann jedoch die restlichen sechs Begegnungen inklusive des Finales und schaffte damit die Qualifikation für die Winterspiele in Sotschi. Dort spielte Bartsch mit Jahr, Schulze und Goldemann. Die Mannschaft konnte nur eines ihrer neun Spiele gewinnen und kam auf den zehnten und letzten Platz. Bei der Weltmeisterschaft 2014 kam er auf den achten Platz. 

## Privatleben
Neben dem Curlingsport, den Bartsch als Amateur ausübt, arbeitet der Hamburger in einem Herren-Modegeschäft. Zudem kommentiert er gemeinsam mit Ulrich Kapp und Daniel Herberg Curlingspiele auf dem Sportsender Eurosport. Bartsch ist verheiratet und hat einen Sohn.